# Teatro contemporaneo
Viene definito  teatro contemporaneo il teatro che si è sviluppato in un periodo compreso tra gli inizi del Novecento e i giorni nostri, il cui atto di nascita è la reazione novecentesca al teatro verista della fine del XIX secolo.
In questo periodo si riscoprirono elementi dei secoli precedenti, come il simbolismo o la recitazione in versi, il ritorno ad una 'arte pura' o al contrario ad un fine 'morale' del teatro.
Il carattere comune, di cui è ancora permeata la cultura teatrale a noi contemporanea, fu per tutti il superamento della semplice rappresentazione della realtà, e in seguito, con l'avvento del cinema e della televisione, una netta separazione tra ciò che è quotidiano e immediatamente percepibile e la 'verità teatrale', resa possibile da strumenti propri del teatro quali la suggestione, l'affabulazione e il gioco immaginifico che l'attore instaura con il pubblico. In questo contesto, anche gli autori-attori che in tempi recenti hanno dato vita al genere teatrale più aderente alla realtà quotidiana, il cosiddetto teatro di narrazione, sono più vicini ad un modello di cantastorie di epoca medioevale che al concetto di teatro verista ottocentesco, che della cura del dettaglio anche scenografico e della fedeltà e plausibilità faceva le sue ragion d'essere.

## Centralità dell'attore e nascita della regia
Il Novecento si apre con la rivoluzione copernicana della centralità dell'attore. Il teatro della parola si trasforma in teatro dell'azione fisica, del gesto, dell'emozione interpretativa dell'attore con il lavoro teorico di Kostantin Sergeevič Stanislavskij e dei suoi allievi Vsevolod Ėmil'evič Mejerchol'd su tutti. Il Novecento aprì anche una nuova fase che portò al centro dell'attenzione una nuova figura teatrale, quella del regista che affiancò e superò in importanza le classiche componenti di autore e attore. Fra i grandi registi di questo periodo vanno citati l'austriaco Max Reinhardt e il francese Jacques Copeau e l'italiano Anton Giulio Bragaglia.
Con il teatro contemporaneo, la figura del regista teatrale diventa preminente. Anche in passato le rappresentazioni avevano avuto bisogno di una direzione, ma il ruolo più importante era sempre stato rivestito dal primo attore o dall'autore dell'opera.
La moderna regia compie il primo passo nella riforma del teatro europeo, rigettando l'idea 'fotografica' della scena, e affermando la preminenza dell'arte.

## Nuove forme e stili
Con tutte le differenze che in più di un secolo sono emerse nell'affrontare una messa in scena, questa iniziale conquista ha fatto da minimo comun denominatore di tutti i generi e le tendenze: che la messa in scena non debba essere una copia della realtà, ma una sintesi, o una trasfigurazione.
Uno dei primi personaggi ad inserire questi nuovi elementi nella realizzazione di uno spettacolo fu lo scenografo svizzero Adolphe Appia, disegnando scene schematiche e suggestive, di un'austerità (come fu definita) "calvinista".
Con l'affermarsi delle Avanguardie storiche, come il Futurismo, il Dadaismo e il Surrealismo, nacquero nuove forme di teatro come il teatro della crudeltà di Antonin Artaud, la drammaturgia epica di Bertolt Brecht e, nella seconda metà del secolo, il teatro dell'assurdo di Samuel Beckett e Eugène Ionesco modificarono radicalmente l'approccio alla messa in scena e determinano una nuova via al teatro, una strada che era stata aperta anche con il contributo di autori come Jean Cocteau, Robert Musil, Hugo von Hofmannsthal, gli scandinavi August Strindberg e Henrik Ibsen; ma coloro che spiccarono tra gli altri, per la loro originalità furono Frank Wedekind con la sua Lulù e Alfred Jarry l'inventore del personaggio di Ubu Roi.
Contemporaneamente però il teatro italiano fu dominato, per un lungo periodo, dalle commedie di Luigi Pirandello, dove l'interpretazione introspettiva dei personaggi dava una nota in più al dramma borghese che divenne dramma psicologico.
Mentre per Gabriele D'Annunzio il teatro fu una delle tante forme espressive del suo decadentismo e il linguaggio aulico delle sue tragedie va dietro al gusto liberty imperante.
Una figura fuori dalle righe fu quella di Achille Campanile il cui teatro anticipò di molti decenni la nascita del teatro dell'assurdo.
La Germania della Repubblica di Weimar fu un terreno di sperimentazione molto proficuo, oltre al già citato Brecht molti artisti furono conquistati dall'ideale comunista e seguirono l'influenza del teatro bolscevico, quello dell'agit-prop di Vladimir Majakovskij, fra questi Erwin Piscator direttore del Teatro Proletario di Berlino e Ernst Toller il principale esponente teatrale dell'espressionismo tedesco.
Nella Spagna del primo dopoguerra spicca la figura di Federico García Lorca (1898-1936) che nel 1933 fece rappresentare la tragedia Bodas de sangre (Nozze di sangue) ma le sue ambizioni furono presto represse nel sangue dalla milizia franchista che lo fucilò vicino a Granada.

## Il secondo dopoguerra
Nel secondo dopoguerra il teatro occidentale si arricchisce di nuovi stimoli.  Torna ad assumere grande importanza, dopo un periodo di supremazia della parola, l'azione fisica, il gesto. Si sviluppano metodi che mettono l'accento sull'emozione interpretativa dell'attore (con l'utilizzo del metodo Stanislavskij rielaborato in seguito da Lee Strasberg) e sull'allenamento fisico (il training dell'attore). 
La ricerca degli anni '60 e '70 tenta di liberare l'attore dalle tante regole della cultura in cui vive (seconda natura), per mettersi in contatto con la natura istintiva, quella natura capace di rispondere in modo efficiente e immediato. In questo percorso, il teatro entra in contatto con le discipline del teatro orientale, con lo yoga, le arti marziali, le discipline spirituali di Gurdjeff e le diverse forme di meditazione. L'obiettivo di perfezionamento dell'arte dell'attore diventa insieme momento di crescita personale. La priorità dello spettacolo teatrale, l'esibizione di fronte ad un pubblico, diventa in alcuni casi  solo una componente del teatro e non il teatro stesso: il lavoro dell'attore comincia molto prima.
Molti parteciparono a questa maturazione sia fra i drammaturghi come Eduardo De Filippo che con lo sperimentale teatro di Carmelo Bene, sia con l'apporto fondamentale di grandi registi come Giorgio Strehler e Luchino Visconti.
In Germania fu fondamentale l'apporto di Botho Strauß e Rainer Werner Fassbinder, in Francia, fra gli altri, Louis Jouvet che i testi estremi di Jean Genet, degno figlio della drammaturgia di Artaud.
Anche la Svizzera ha contribuito nel corso del Novecento all'evoluzione del teatro europeo con autori come Friedrich Dürrenmatt (1921-1990) e Max Frisch (1911-1991).
L'influenza di questi maestri sul movimento teatrale del dopoguerra è immenso, basti pensare all'Odin Teatret di Eugenio Barba, al teatro povero di Jerzy Grotowski, al teatro fisico del Living Theater di Julian Beck e Judith Malina, fino alle applicazioni "commerciali" dell'Actor's Studio di Lee Strasberg (da cui provengono Al Pacino e Robert De Niro).